# Segestria

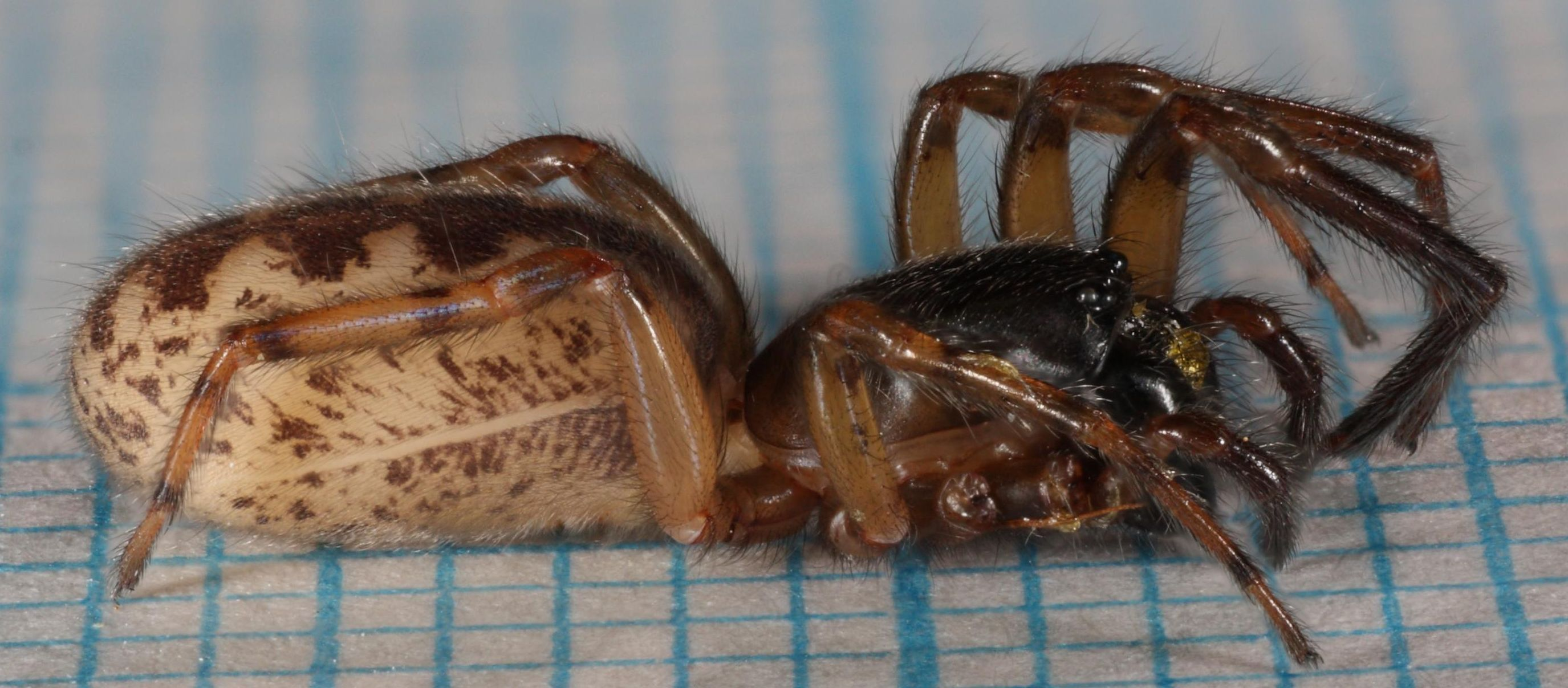
Segestria senoculata ♀

Segestria is een geslacht van spinnen uit de familie zesoogspinnen (Segestriidae).
Het geslacht Segestria bevat de volgende soorten, in Nederland en België voorkomende soorten zijn vetgedrukt:
- Muurzesoog (Segestria bavarica)
- Segestria bella
- Segestria cavernicola
- Segestria croatica
- Segestria cruzana
- Segestria danzantica
- Segestria davidi
- Kerkzesoog (Segestria florentina)
- Segestria fusca
- Segestria inda
- Segestria madagascarensis
- Segestria nipponica
- Segestria pacifica
- Segestria pusilla
- Segestria pusiola
- Segestria ruficeps
- Segestria saeva
- Segestria sbordonii
- Boomzesoog (Segestria senoculata)
- Segestria turkestanica